# Campanone

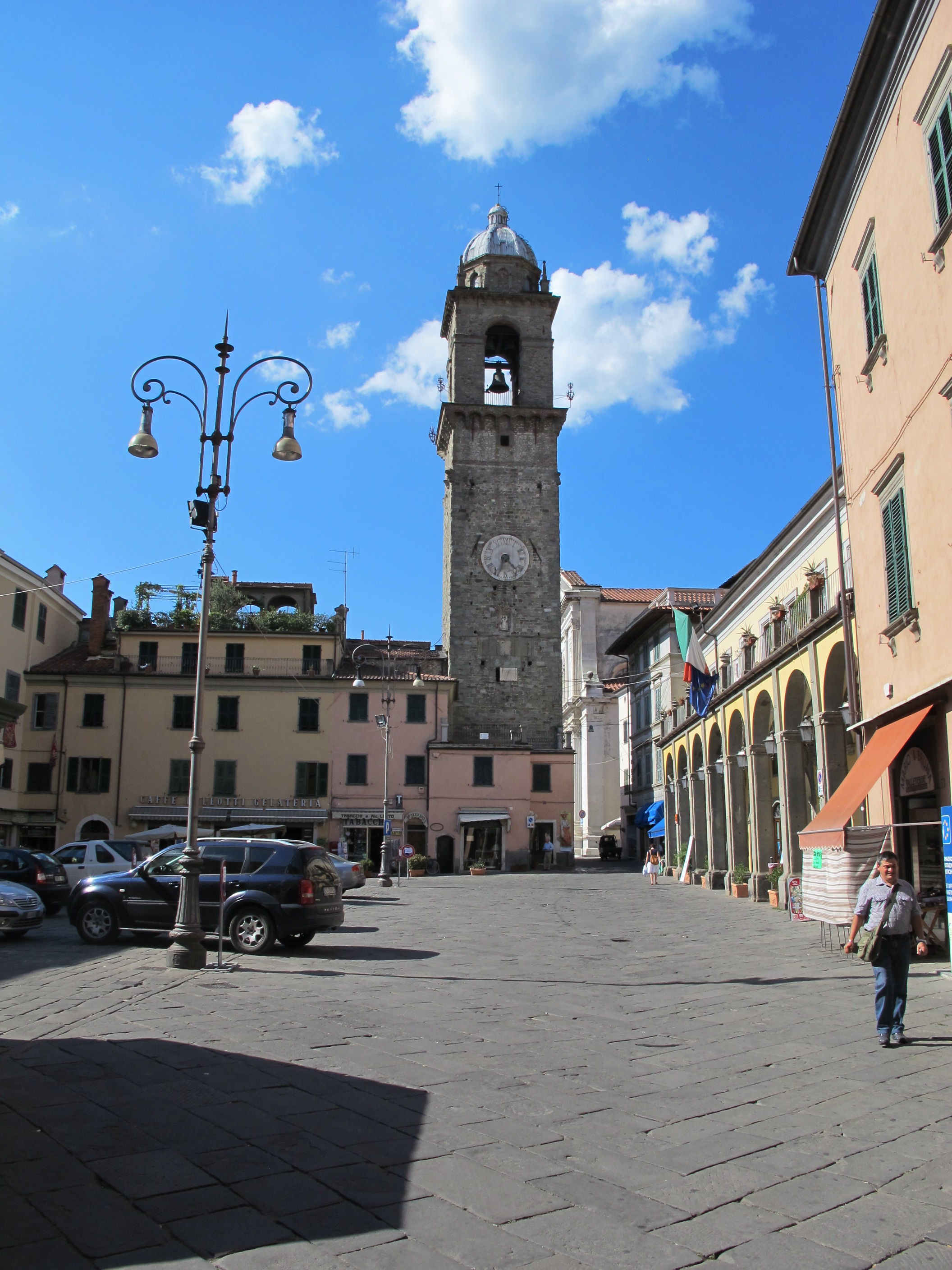
Il Campanone da Piazza della Repubblica

Campanone è il termine di uso colloquiale con cui a Pontremoli si fa riferimento alla torre medievale, unica parte rimasta di un'opera fortificata medievale che prese il nome di fortezza di Cazzaguerra.

## Storia e descrizione
Realizzata nel 1322 dal magister Vanni Tenti di San Miniato su ordine di Castruccio Castracani, aveva come scopo quello di tenere separate le fazioni guelfe e ghibelline della città. Nel 1322 infatti i pontremolesi, dopo anni di lotta intestina, cedettero a Castruccio Castracani la sovranità civica: questi decise in primo luogo di realizzare l'opera fortificata che, fin dal nome, aveva per scopo quello di fare cessare la guerra. 
La sua esecuzione fu in accordo con gli statuti civici, che già prevedevano la possibilità di erigere cortine interne per tutta la profondità del borgo, dal Magra al torrente Verde. La costruzione dell'opera fu anticipata da quello che nei documenti è detto sbarago di sopra, uno sbarramento tra l'attuale piazza del Duomo e Piazza della Repubblica.
Sull'opera fu posta la seguente iscrizione: Anno 1322 die 26 Aprilis. Hoc opus factum fuit tempore Magnifici Castruccii de Antelminelis Lucani, et Partis Imperialis Pontremuli domini Generalis, existente superstite dicti operis Vannetendi de Sancto Miniato, dicti Domini Siniscalco, fundatum fuit hac 26 mensis Aprilis, Iusso Domini Cazzaguerra vocatum. Amen
Da documenti successivi, del periodo del governo visconteo, si legge che la guarnigione di guardia era costituita da dieci tra fanti e balestrieri.
La torre centrale è dotata di campana fin dall'origine, in modo da avvisare i cittadini di eventuali pericoli; solo in un periodo successivo viene rialzata e realizzata la cella campanaria vera e propria.